# Nandyal (Distrikt)
Der Distrikt Nandyal (Telugu నంద్యాల జిల్లా) ist ein Verwaltungsdistrikt im indischen Bundesstaat Andhra Pradesh. Verwaltungssitz ist die namensgebende Stadt Nandyal. Der Distrikt wurde 2022 gebildet.

## Lage und Klima

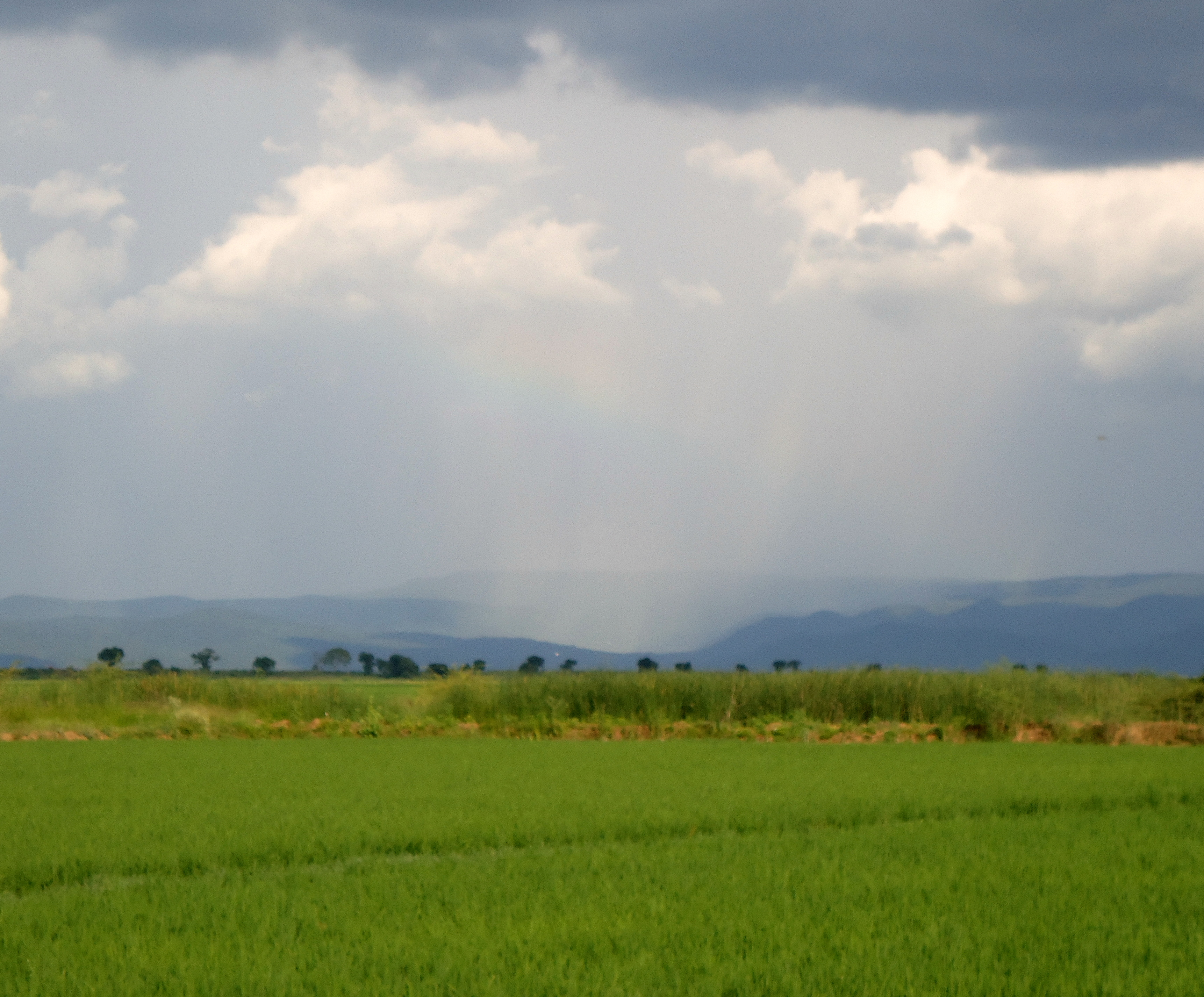
Monsunwolken über einem Reisfeld nahe Allagadda

Der Distrikt liegt im Westen Andhra Pradeshs in der Großregion Rayalaseema an der Grenze zu Telangana. Die angrenzenden Distrikte sind Prakasam im Osten, YSR im Süden, Anantapur im Südwesten und Kurnool im Westen. Im Norden grenzt der Distrikt an die drei Distrikte Jogulamba Gadwal, Wanaparthy und Nagarkurnool von Telangana. Die natürliche Grenze im Norden wird vom Fluss Krishna bzw. vom Srisailam-Stausee gebildet.
Die Nallamala-Berge und Erramala-Berge verlaufen parallel zueinander in Nord-Süd-Richtung durch den Distrikt. Im nördlichen Teil des Distrikts verläuft auf ungefähr 1000 Metern Höhe über dem Meeresspiegel die Wasserscheide zwischen Krishna und Pennar. Nach offiziellen Angaben waren im Jahr 2019–20 3086 km² (32 Prozent der Distriktfläche) von Wald bedeckt. Die gesamte landwirtschaftlich genutzte Fläche belief sich auf 4065 km² (42 Prozent der Distriktfläche).
Das Klima ist tropisch und vom Monsun geprägt. Der Jahresniederschlag liegt im Durchschnitt bei etwa 721 mm, wovon in den Monaten des Südwestmonsuns (Juni bis September) etwa 504 mm (etwa 70 Prozent) fallen. Während des Nordostmonsuns (Oktober bis Dezember) werden etwa 152 mm Niederschlag registriert.

## Geschichte
Der Distrikt wurde am 4. April 2022 im Rahmen einer Distriktneugliederung Andhra Pradeshs aus den östlichen 29 Mandals des Distrikts Kurnool neu gebildet. Er umfasste zwölf Mandals der Division Kurnool und 17 Mandals der Division Nandyal von Kurnool. Der neue Distrikt wurde nach seiner designierten Distrikthauptstadt Nandyal benannt.

## Bevölkerung
Zum Zeitpunkt der Volkszählung 2011 lebten im Gebiet des späteren Distrikts 1.781.777 Personen (897.449 männlich, 884.328 weiblich). Die Bevölkerungsdichte betrug 184 Einwohner je km² (bei einer Distriktfläche von 9680,60 km²).
1.261.867 Personen konnten lesen und schreiben (657.086 männlich, 604.781 weiblich). 385.185 Personen lebten in ländlichen und 1.396.592 in städtischen Siedlungen. Der Urbanisierungsgrad war mit 21,62 % eher niedrig. 339.791 Personen waren Angehörige registrierter unterprivilegierter Kasten (scheduled castes) und 52.784 Angehörige der registrierten indigenen Stammesbevölkerung (scheduled tribes, Adivasi). In religiöser Hinsicht waren die Verhältnisse wie folgt: 1.424.183 Hindus, 335.975 Muslime, 14.296 Christen, 301 Sikhs, 117 Buddhisten, 194 Jains, 99 Angehörige anderer Religionen und 6612 ohne Angabe.

## Verwaltungsgliederung

### Mandals
Im Jahr 2023 war der Distrikt in drei Divisionen und 29 Mandals unterteilt.
- Division Atmakur mit den 10 Mandals Atmakur, Bandiatmakur, Jupadubunglow, Kothapalli, Midthur, Nandikotkur, Pagidyala, Pamulapadu, Srisailam, Velgodu,
- Division Dhone mit den 6 Mandals Banaganapalli, Betamcherla, Dhone, Koilkuntla, Owk, Peapully,
- Division Nandyal mit den 13 Mandals Kolimigundla, Sanjamala, Allagadda, Chagalamari, Dornipadu, Gospadu, Mahanandi, Nandyal, Rudravaram, Sirvel, Uyyalawada, Panyam, Gadivemula.

### Städtische Siedlungen
Im Jahr 2020–21 gab es im Distrikt fünf Municipalities (M) und eine Nagar Panchayat (NP) (mit Einwohnerzahl 2011).
- Dhone (59.272, M)
- Nandyal (211.424, M)
- Nandikotkur (46.953, M)
- Atmakur (76.028, M – im Jahr 2011 noch NP)
- Allagadda (29.789, M – im Jahr 2011 noch NP)
- Bethamcherla (38.994, NP – im Jahr 2011 noch census town)

## Wirtschaft
Dominierender Wirtschaftszweig ist die Landwirtschaft. Die hauptsächlich angebauten Agrarprodukte sind (in abnehmender Anbaufläche): Reis, Kichererbsen (Bengal gram), Straucherbsen (red gram), Sorghumhirse (jowar), Mais, Baumwolle, Urdbohnen (black gram), Erdnüsse, u. a. m.

## Besonderheiten

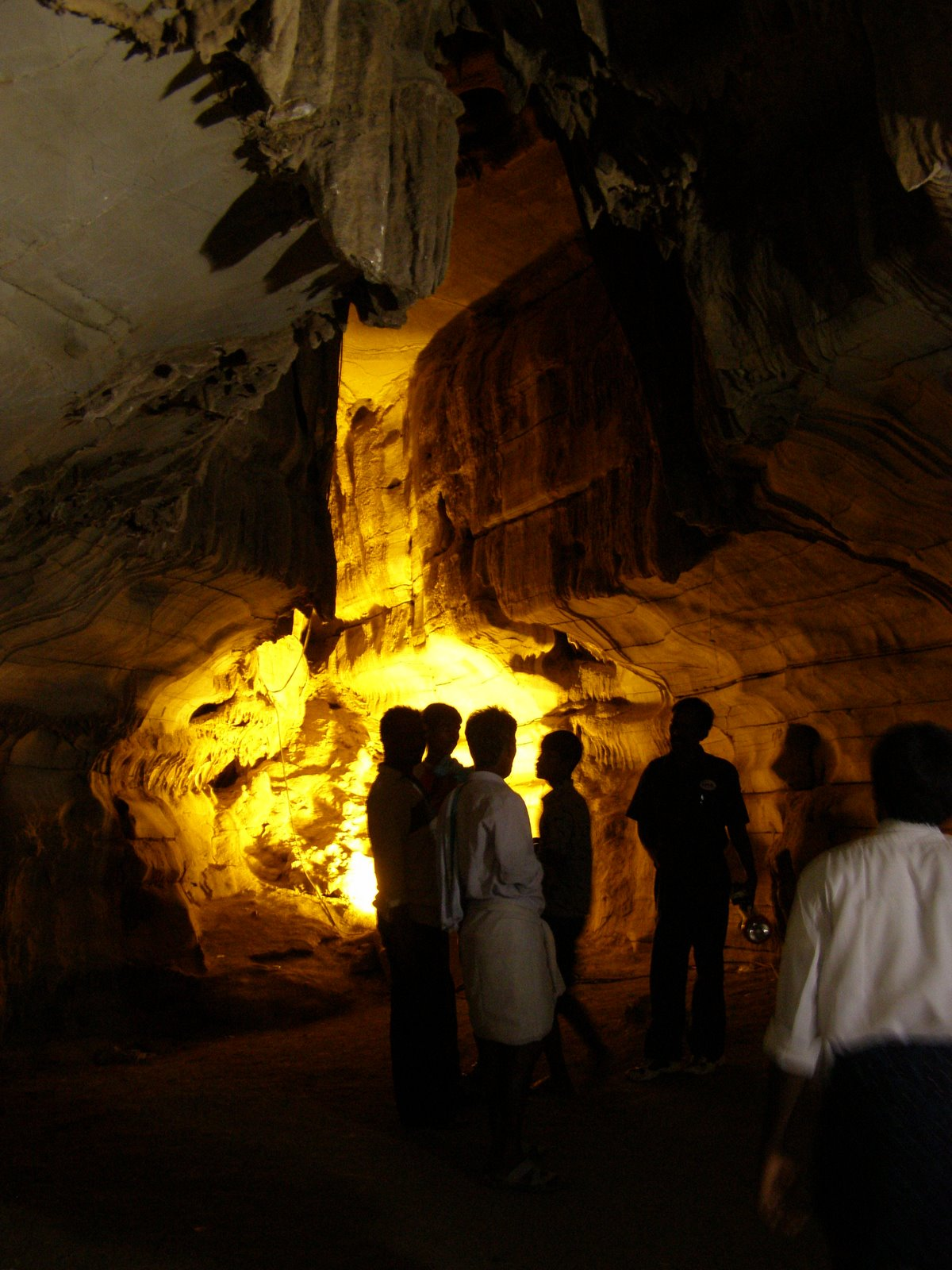
Besucher in den Belum-Höhlen

Der Mahanandiswara-Tempel im Mandal Mahanandi ist ein bedeutender hinduistischer Pilgerort, dessen Ursprünge auf das 7. Jahrhundert zurückgehen. Weitere überregional bekannte Hindu-Tempel sind die Tempel von Ahobilam und Yaganti. Eine Natursehenswürdigkeit sind die Belum-Höhlen im gleichnamigen Dorf im Mandal Kolimigundla. Die Höhlen bilden das zweitgrößte bisher entdeckte Höhlensystem auf dem Indischen Subkontinent.